# STS-113
STS-113 e сто и дванадесетата мисия на НАСА по програмата Спейс шатъл, деветнадесети полет на совалката Индевър, полет 11А (16-и на совалка) към Международната космическа станция (МКС).

## Екипаж

### При старта

#### На совалката
| Пост                    | Астронавт                                   |
| ----------------------- | ------------------------------------------- |
| Командир                | Джеймс Уитърби шести космически полет       |
| Пилот                   | Пол Локхарт втори космически полет          |
| Специалист на мисията 1 | Майкъл Лопес-Алегриа трети космически полет |
| Специалист на мисията 2 | Джон Херингтън първи космически полет       |

#### Експедиция 6наМКС

##### Основен екипаж на Експедиция 6 на МКС
| Командир      | Кенет Бауерсокс пети космически полет        |
| Бординженер 1 | Николай Бударин (РКА) трети космически полет |
| Бординженер 2 | Доналд Петит първи космически полет          |

##### Резервен екипаж на Експедиция 6 на МКС
| Командир    | Салижан Шарипов |
| Бординженер | Едуард Финки    |

### При кацането
Екипажът при приземяването е този на совалката плюс екипажа на Експедиция 5 на МКС.

#### Експедиция 5 на МКС

##### Основен екипаж на Експедиция 5
| Командир      | Валерий Корзун (РКА) втори космически полет |
| Бординженер 1 | Пеги Уитсън първи космически полет          |
| Бординженер 2 | Сергей Трещев (РКА) първи космически полет  |

## Полетът
Основната цел на мисия STS-113 е доставка в орбита и монтаж на място на Ферма Р1 в орбита. Тя (заедно с изведената по време на полет STS-112 ферма S1) е монтирана към ферма Ферма S0 на модула Дестини и е „гръбнака“ на цялата фермова конструкция на станцията. Върху тези ферми (P1 и S1) са монтирани по 3 радиатора и част от т. нар. „Базова мобилна система“ (на английски: Mobile Base System) – система от релси и мобилната платформа, която се движи по тях. Това е основна част от т. нар. Мобилна обслужваща система (на английски: Mobile Servicing System) или по-популярна с името на основния си компонент Канадарм 2.
Чрез мисията на Земята са върнати 1969 кг товари от станцията. Мисията доставя в орбита Експедиция 6 на МКС, а връща на Земята Експедиция 5 след 185-дневен полет в космоса. Това е последната успешна мисия на совалка до катастрофата на совалката Колумбия.

## Параметри на мисията
- Маса на совалката:
  - при старта: 116 460 кг
  - при приземяването: 91 498 кг
- Маса на полезния товар: 12 477 кг
- Перигей: 379 км
- Апогей: 397 км
- Инклинация: 51,6°
- Орбитален период: 92,3 мин

Скачване с „МКС“
- Скачване: 25 ноември 2002, 21:59:00 UTC
- Разделяне: 2 декември 2002, 20:50:00 UTC
- Време в скачено състояние: 6 денонощия, 22 часа, 51 минути, 3 секунди.

### Космически разходки
| № | Участници                             | Начало                    | Край                      | Продължителност  |
| - | ------------------------------------- | ------------------------- | ------------------------- | ---------------- |
| 1 | Майкъл Лопес-Алегриа и Джон Херингтън | 26 ноември 2002 19:49 UTC | 27 ноември 2002 02:34 UTC | 6 часа 45 минути |
| 2 | Майкъл Лопес-Алегриа и Джон Херингтън | 28 ноември 2002 18:36 UTC | 29 ноември 2002 00:46 UTC | 6 часа 10 минути |
| 3 | Майкъл Лопес-Алегриа и Джон Херингтън | 30 ноември 2002 19:25 UTC | 1 декември 2002 02:25 UTC | 7 часа 0 минути  |

## Галерия
- Земният хоризонт, гледан през совалката
- Астронавтът Дейвид Улф в открития космос
- Фермата в товарния отсек на совалката